# Pallone d'oro 1970
L’edizione 1970 del Pallone d'oro, 15ª edizione del premio calcistico istituito dalla rivista francese France Football, fu vinta dal tedesco Gerd Müller (Bayern Monaco).
I giurati che votarono furono 26, provenienti da Austria, Belgio, Bulgaria, Cecoslovacchia, Danimarca, Finlandia, Francia, Germania Est, Germania Ovest, Grecia, Inghilterra, Irlanda, Italia, Jugoslavia, Lussemburgo, Norvegia, Paesi Bassi, Polonia, Portogallo, Romania, Spagna, Svezia, Svizzera, Turchia, Ungheria e Unione Sovietica.

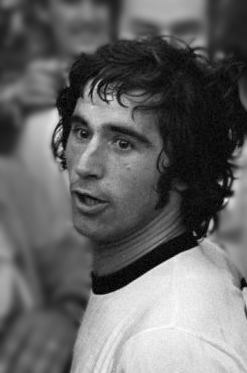
Gerd Müller, vincitore del Pallone d'oro 1970.